# Filtre à particules
Pour les articles homonymes, voir Particules en suspension, Filtre et FAP.
Un filtre à particules (ou FAP) est un système de filtration utilisé pour retenir les fines particules, cancérogènes pour l'Homme. Les « matières particulaires » (PM) dans leur ensemble sont désormais classées cancérogènes pour l'homme ; elles sont contenues dans les gaz de combustion, particulièrement des cheminées à bois et des moteurs Diesel. À terme, ils devraient aussi équiper tous les systèmes de chauffage au bois pour réduire la pollution de l'air, surtout en zone d'habitat rapproché, les particules fines ayant un effet négatif notamment dans les environs immédiats de la source d'émission,,.
Ces particules de suie sont essentiellement composées de carbone et ont typiquement une taille comprise entre 10 nm et un micromètre. L'Institut Paul Scherrer indique que « toutes les particules de poussière ne sont pas également dangereuses : les particules de suie émises directement par les moteurs Diesel et les chaudières à bois ne nuisent pas qu’aux poumons mais sont aussi cancérigènes et doivent être éliminées autant que possible ».

## Moteurs thermiques

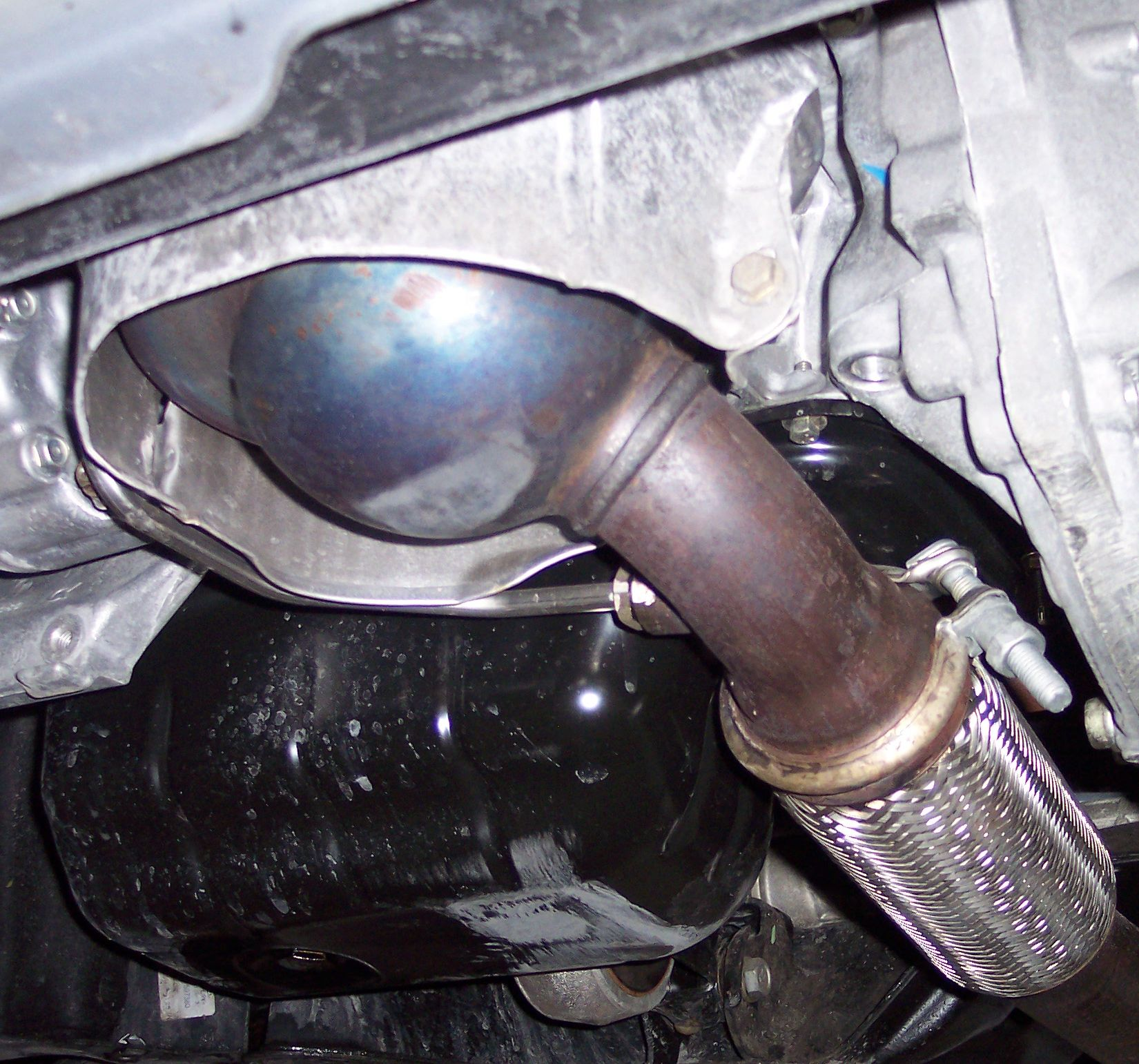
Filtre à particules installé sur une Peugeot.

### Histoire
Les premiers filtres à particules pour moteurs Diesel ont été à l'origine développés par Daimler-Benz en 1985 pour la Mercedes Classe S W126, afin de pouvoir répondre aux strictes normes d'émissions américaines. La production fut stoppée en 1987 du fait de résultats commerciaux insuffisants. PSA Peugeot Citroën tire la technologie de l'oubli au milieu des années 1990 et en mai 2000, et introduit un FAP sur la nouvelle 607. En France, depuis le 1er janvier 2011, le FAP est devenu obligatoire sur les moteurs Diesel neufs. Avec la réglementation Euro6, les filtres à particules se généralisent également sur les véhicules essence, qui sont devenus fortement émetteurs de particules fines depuis l'introduction des systèmes d'injection directe de carburant.

### Géométrie
Sur les véhicules légers à moteurs Diesel, les filtres à particules sont constitués d'un nid d'abeille extrudé en céramique frittée. Les canaux du nid d’abeille sont bouchés alternativement en entrée et en sortie du filtre afin de forcer le passage des gaz à travers les parois poreuses pour collecter les particules. Différentes formes géométriques des canaux sont possibles, couramment de section carrée, mais des canaux de section triangulaire peuvent également être envisagés.
À l'origine, ces filtres étaient réalisés en cordiérite. Les contraintes spécifiques associées au fonctionnement embarqué sur véhicule léger a conduit les différents fabricants de filtres à remplacer la cordiérite par une autre céramique. Le carbure de silicium dispose notamment d’une conductivité thermique plus élevée qui permet de mieux dissiper la chaleur dégagée par la combustion des suies ; cela permet d’obtenir une bien meilleure résistance à la fonte et à la fissuration.

### Fonctionnement
Le nettoyage des particules rejetées s'effectue en deux temps :
1. Filtration : La capture des particules dans le filtre est obtenue par filtration. L'accumulation des particules conduit à la formation d'une couche de suie sur les parois qui, dans un premier temps, améliore l'efficacité de la filtration (presque 100 % en masse des particules peuvent être collectées dans le filtre[10]). Cependant, cette couche poreuse augmente fortement la perte de charge imposée dans le pot d'échappement. Ceci a tendance à nuire au bon fonctionnement du moteur entraînant notamment une perte de puissance du moteur. Un nettoyage (ou régénération) du dispositif devient alors indispensable après un millier de kilomètres.
2. Régénération : Plusieurs méthodes de régénération ont été envisagées :
  - la plus classique est basée sur la combustion des suies par une élévation de la température des gaz d'échappement à l'entrée du filtre. Cette opération nécessite la présence d'une catalyse. Les moteurs Diesel récents (notamment à rampe commune) permettent de contrôler finement la quantité de carburant injectée ainsi que le moment de l'injection : pré-injection, injection principale et post-injection. Cette dernière aide à la régénération du filtre en envoyant une grande quantité de gazole imbrûlé dans le catalyseur où il va s'enflammer, afin d'élever de façon significative la température des gaz d'échappement pour activer l'oxydation des suies piégées dans le filtre.
  - Certains modèles de filtres, notamment ceux du groupe PSA, nécessitent l'ajout d'un additif catalyseur dans le carburant (typiquement un composé métallo-organique à base de fer ou de cérium appelé cérine) afin d'abaisser la température de combustion des suies contenues dans le filtre pour faciliter la régénération de ce dernier[10]. Le groupe PSA ayant déposé un brevet pour ce procédé de régénération et lancé le premier FAP en 2000 sur la Peugeot 607,
  - Les autres constructeurs ont étudié d'autres procédés, par introduction de métaux précieux (platine, palladium, etc.) déposés directement dans le pain du filtre. La température de combustion des suies non additivées étant plus élevée, la régénération du filtre est plus difficile, surtout lorsque le véhicule ne circule qu'en ville.

Les FAP sont fragiles ; il est toutefois possible de les nettoyer, soit par additivation par le réservoir, soit en injectant un produit nettoyant dans le FAP. En effet, les biodiesels, c'est-à-dire tous les carburants GO (gazole routier), FOD (fioul domestique), GNR (gazole non routier), contiennent des ajouts d'huiles qui encrassent les systèmes. La priorité est donc de maintenir son moteur propre en surveillant son système d'injection.

### Limitations
L'efficacité des filtres à particules diminue avec la taille de celles-ci. Même si seulement 1 à 5 % (en masse) des particules échappent aux filtres, leur nombre est très important étant donné que leur taille est inférieure à 1 μm alors que ces particules de moins d'un micromètre sont les plus nocives pour la santé car elles pénètrent profondément dans l'appareil respiratoire.
Calcul indicatif des rejets de particules exprimés en nombre de particules : Si on considère les chiffres publiés par les constructeurs automobiles, en fonctionnement normal, la masse totale des particules rejetées par un moteur Diesel, après filtration, ne dépasse pas 4 mg/km. Partant du fait que la masse volumique des particules est de 100 kg/m3, en supposant que le diamètre moyen des particules qui traversent le filtre est de 0,5 micromètre et qu'elles sont sphériques, leur volume est de :
{\displaystyle {\frac {4\pi (0{,}25\times 10^{-6})^{3}}{3}}=6{,}545\times 10^{-20}\;\mathrm {m^{3}} }
soit une masse de 6,545 × 10−18 kg par particule. En divisant la masse des particules échappant au filtre par la masse d'une particule d'un demi-micromètre, on obtient 6 × 1011, soit plus de 600 milliards de particules par km. Très efficaces en masse de particules retenues, les filtres à particules sont donc bien moins efficaces en nombre de particules filtrées, notamment pour les particules les plus fines comme les benzopyrènes.
Les normes Euro initialement basées sur la masse des rejets de particules ont donc à présent introduit une valeur limite en nombre de particules par kilomètre, à partir de la norme Euro 5 (1er janvier 2011) pour les véhicules Diesel et de la norme Euro 6 (1er septembre 2015) pour les moteurs à essence. Pour l'ensemble de ces moteurs, les normes Euro imposent la même limite : 6 × 1011 par kilomètre. Dans sa documentation technique, le Groupe PSA estime atteindre 60 fois moins, soit 1010 particules par kilomètre,.

### Comparaison entre types de moteurs
| Type de moteur                        | Particules (nombre/km) (/km) | Particules (masse/km) (mg/km) | Diamètre moyen des particules (µm)(**) |
| ------------------------------------- | ---------------------------- | ----------------------------- | -------------------------------------- |
| Diesel                                | 5 × 1013                     | 20                            | 0,2                                    |
| Diesel avec FAP                       | 2 × 1011                     | 0,5                           | 0,36                                   |
| Essence classique                     | 1011                         | 0,5                           | 0,46                                   |
| Essence injection directe sans FAP(*) | 8 × 1012                     | 4                             | 0,21                                   |

| Norme                | Particules (nombre/km) (/km)         | Particules (masse/km (mg/km) | Diamètre moyen des particules (µm)(**) |
| -------------------- | ------------------------------------ | ---------------------------- | -------------------------------------- |
| Norme Euro 6 Diesel  | 6 × 1011                             | 4,5                          | 0,52                                   |
| Norme Euro 6 essence | 6 × 1012 À partir de 2017 : 6 × 1011 | 4,5                          | 0,24 À partir de 2017 : 0,52           |

(*) Les valeurs indiquées concernent le fonctionnement en mélange pauvre.

(**) Calculé en supposant que les particules sont sphériques et en partant du fait que leur masse volumique est de 100 kg/m3.

### Remarques

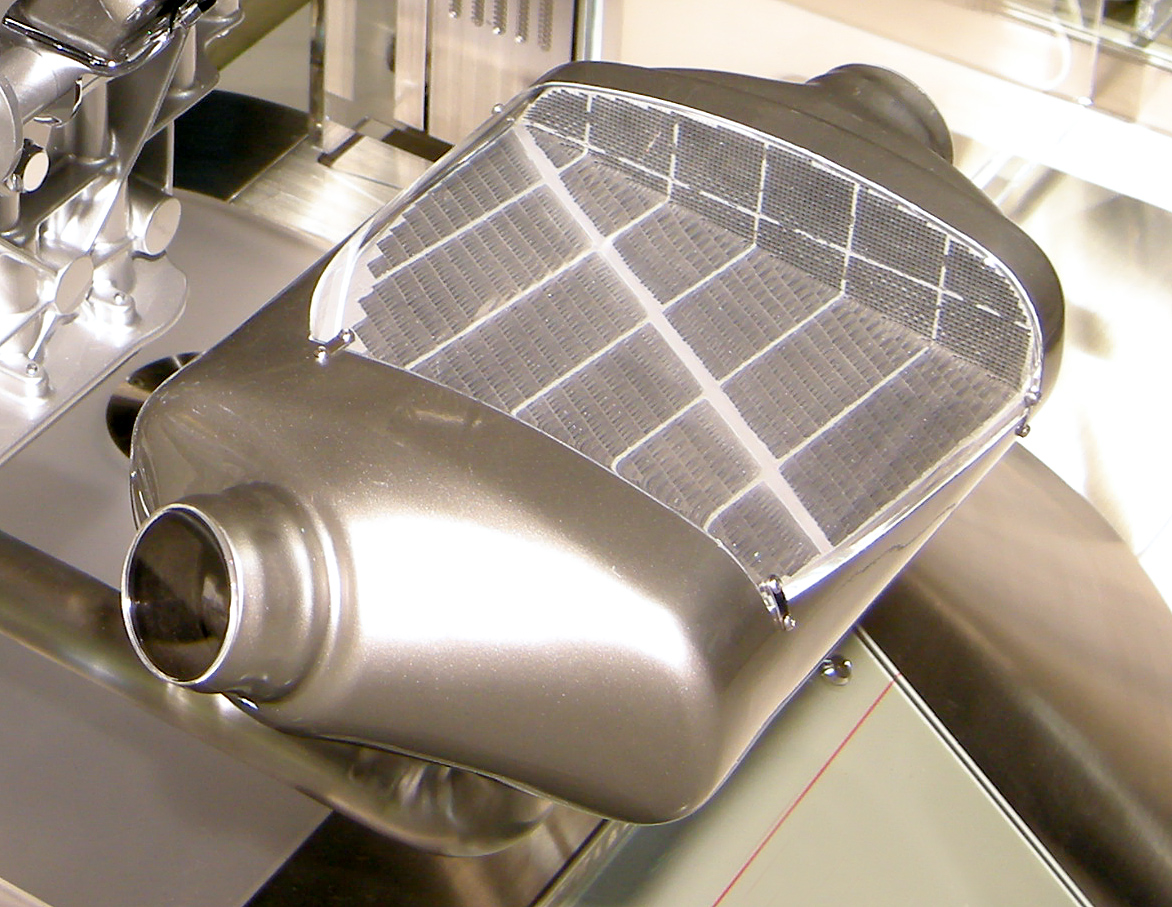
L'apparition des filtres à particules, en complément du pot catalytique, devrait contribuer à diminuer la pollution particulaire des moteurs Diesel. Ils doivent être périodiquement régénérés par combustion des suies, souvent au moyen de catalyseurs intégrés dans le filtre.

L'évolution des matériaux utilisés, l'optimisation de la géométrie du dispositif et les progrès apportés au fonctionnement des moteurs a permis d'améliorer fortement la durabilité des filtres à particules. À l'origine de 80 000 km sur le 2.2 HDi, premier moteur au monde équipé d'un filtre à particule de série, leur durée de vie a depuis été fortement augmentée, à tel point qu'aujourd'hui certains constructeurs parlent de filtre à particules sans entretien (en réalité l'entretien existe, mais il est automatique, et pris en charge par l'électronique embarquée). Cependant la plupart des modèles actuels nécessitent un remplacement, relativement onéreux. La difficulté de mise au point de l'intégration de ce système au moteur est avant tout liée à la nécessité de préserver un comportement neutre du moteur pour le conducteur, car dégrader le fonctionnement ne se fait pas sans désagrément.
Un document de l'OFEV souligne que les mesures ayant pour but la lutte contre l'effet de serre, devant tenir compte de la protection de l'air, ne peuvent inclure « le remplacement des moteurs à essence par des moteurs Diesel, tant que les valeurs limites pour les gaz d’échappement de ces derniers ne seront pas aussi sévères que celles fixées pour les moteurs à essence » (p. 28). Cette convergence des exigences envers les moteurs essence et Diesel sur le plan des émissions sera atteinte lors de l'entrée en vigueur des normes Euro 6 en 2015. Ces normes se traduiront par une élévation de 800 à 1 000 € des prix des véhicules Diesel, ce qui devrait réduire la part de marché du Diesel notamment sur les petites automobiles.
La réglementation européenne tendait en 2007 à moins suivre les avis scientifiques. À titre d'exemple, Denis Zmirou-Navier estime que les études disponibles en 2007 laissent penser que les particules issues des pots d'échappement causent 350 000 morts prématurées par an et dans l’Union européenne, ainsi que de milliers de cancers bronchiques et d’infarctus du myocarde[réf. nécessaire]. Cela concorde avec les indications d'AIRPARIF dans son bilan 2007 de la qualité de l’air (publié en 2008)[réf. souhaitée]. Toutefois les transports étaient responsables de moins de 40 % des particules pour Paris et de 15 % sur le plan national, chiffres repris par le Grenelle de l'Environnement dans le cadre du plan de lutte contre les particules présenté le 12 février 2008 au Conseil national de l'air qui fixe pour la France un objectif plus ambitieux (limite de 15 µg/m3) que celui de l'Union européenne (20 à 25 µg/m3). La lutte contre les particules fines doit donc inclure toutes les sources de pollution : chauffages, moteurs Diesel des véhicules particuliers et poids lourds, deux-roues (notamment les moteurs à essence de moins de 50 cm3), etc. C'est pourquoi le gouvernement français a lancé en 2012 un plan particules qui prévoit « des mesures pour atteindre une baisse de 30 % des particules à l’horizon 2015 dans les secteurs de l’industrie, du chauffage domestique et tertiaire, des transports, de l’agriculture et en cas de pics de pollution ».
Non seulement les particules de Diesel, mais l'ensemble des « matières particulaires » (PM) est désormais classé cancérogène pour l'homme (Groupe 1 du CIRC). Une étude de l'OMS, évoquée dans l'émission Cash investigation citée plus bas, rappelle le nombre de morts prématurées (page 92 de l'étude) fourni par la Commission européenne, problème associé aux risques sanitaires liés au transfert des particules sur de longues distances. À l'horizon 2020, selon cette étude, parmi les différentes sources de particules primaires PM2,5 à l'échelle de l'Europe des Quinze, la principale source émettrice sera la combustion du bois dans les petits appareils domestiques (38 % des émissions, valeur bien supérieure aux 7 % estimés pour les échappements des véhicules Diesel - voir le paragraphe concerné à la fin de l'introduction de la section ci-dessous). Les échappements des véhicules Diesel posent problème avant tout à proximité du trafic routier. Depuis le 1er janvier 2008, les centres-villes de Berlin, Cologne et Hanovre sont interdits aux automobiles Diesel dépourvues de filtres à particules.

### Commercialisation
Lancé dès 2000 en première mondiale sur la Peugeot 607, le système s'est progressivement étendu au haut de gamme, puis à l'ensemble des gammes de véhicules diesel commercialisés en Europe à l'occasion du passage à la norme Euro 5 au 1er janvier 2011. En effet, celles-ci introduisent pour la première fois à cette date une limitation réglementaire des émissions de particules, s'appuyant sur la disponibilité d'une technique capable de satisfaire à ce genre de prescription.

### Polémique sur l'efficacité
Selon PSA, qui a introduit la technologie du FAP sur le marché, l'efficacité du FAP est prouvée y compris jusque sur les nanoparticules (de moins de 100 nm ou 0,1 µm de diamètre), puisque la filtration permet de ramener le niveau d’émission en masse à moins de 1 mg/km alors que la norme est à 4,5 mg/km. En nombre, le niveau est généralement inférieur à 1010 /km alors que la norme est de 1011 /km), alors que les moteurs automobiles produisent essentiellement des particules dites fines et ultra-fines, dont le diamètre est inférieur à 2,5 µm (soit 2 500 nm), sachant que la majorité se situe entre 10 et plusieurs centaines de nanomètres.
Selon certains écologistes, le filtre à particules pour véhicule Diesel présente plusieurs inconvénients. Les particules les plus fines (nanoparticules) sont mal retenues par les filtres existants ce qui entraîne une plus grande dispersion de ces particules fines avec un risque accru d'absorption par le corps de ces particules cancérigènes. Le FAP a une durée de vie certes longue mais il doit néanmoins être remplacé (généralement au-delà de 100 000 120 000 km sur les premières générations), pour un coût relativement important (de l'ordre de 400 à 500 euros). Les nouvelles générations de FAP permettent de durer la vie du véhicule avec une estimation de la durée de vie entre 240 000 et 300 000 km. Le filtre à particules produit, par l'oxydation des particules Diesel, des gaz à effet de serre supplémentaires, contribuant ainsi au réchauffement climatique. Son impact à long terme est ainsi loin d'être négligeable et la question de son intérêt réel doit donc être soulevée (ceci sans compter les dépenses énergétiques nécessaires à sa production). Une alternative est la récupération des particules carbonées.
En France, l'émission d'Élise Lucet, Cash investigation, diffusée sur France 2 le 25 septembre 2013 et consacrée aux moteurs Diesel, a mis en évidence une pratique illégale qui consiste à démonter le FAP et à leurrer le calculateur des véhicules, afin de permettre à leur propriétaire d'échapper aux coûts de maintenance des FAP tout en bénéficiant de performances moteur améliorées. Cette manipulation échapperait au contrôle technique[réf. nécessaire]. Toutefois, cette manipulation deviendra très difficile voire impossible à partir des normes Euro 6.2 qui renforceront drastiquement les contrôles de conformité de la dépollution pendant le fonctionnement des véhicules et interdiront le démarrage des véhicules non conformes. Au 15 juillet 2015, le retrait du filtre à particules (et de la vanne EGR, de recirculation des gaz d'échappement) reste illégal mais toléré, en l'absence totale de contrôle, notamment sur les taxis et véhicules de tourisme avec chauffeur (VTC).
Le FAP ne permet pas la suppression des oxydes d'azote (NOx) également pénalisants pour la santé. La sévérisation graduelle des normes européennes d'émission oblige toutefois les constructeurs à doter les véhicules Diesel de dispositifs additionnels dits « pièges à NOx » ou « SCR de l'anglais Selective Catalitic Reduction » afin de respecter lesdites normes, dont la tolérance est passée de 500 mg/km en Euro 3 (1er octobre 2001) à 180 mg/km en Euro 5 (1er octobre 2011) puis à 80 mg/km en Euro 6 (1er septembre 2015) ;
Le 13 juin 2012, un article de L'Express a également attribué le même nombre de « morts par an en France » à l'exposition aux émissions des seuls moteurs Diesel, la source invoquée étant une page de l'Organisation mondiale de la santé (OMS) dans laquelle on ne trouve aucune trace de la prétendue information.
Le 13 septembre 2013 sur Europe 1 et le 17 septembre 2013 sur France Info, les journalistes chargés du fact checking de ces stations ont rectifié les propos du député Les Verts Noël Mamère qui avait affirmé que le Diesel aurait causé 42 000 morts prématurés par an et coûté 60 milliards à la sécurité sociale. Ces 42 000 morts prématurés annoncés par la Commission européenne. se rapportent en fait à l'ensemble des problèmes de santé liés à la pollution atmosphérique toutes causes confondues de même que les 30 milliards (et non 60 milliards) dans les comptes de la sécurité sociale. À son tour, l'utilisation des "42 000 morts" par Anne Hidalgo a été dénoncée le 11 février 2015 sur Europe 1 par les journalistes chargés du fact checking au motif que les chiffres datent à présent de plus de 15 ans et qu'il ne s'agit que d'une estimation peu précise valant pour la totalité de la pollution atmosphérique.

## Chauffages au bois
Par rapport aux installations de combustion alimentées au fioul ou au gaz, les appareils de chauffage au bois émettent beaucoup plus de polluants atmosphériques, notamment des particules fines cancérogènes. Les émissions de particules fines de tous les chauffages au bois sont plusieurs fois supérieures aux émissions dues aux chauffages au fioul et au gaz, bien que la contribution du bois à la production de chaleur soit en proportion bien plus faible. Les chauffages au bois sont de loin la plus grande source d'émissions de particules fines liées à la combustion. Dans le même document que celui présenté dans les remarques concernant les FAP sur moteurs diesel, l'OFEV précise que les mesures ayant pour objectif la lutte contre l'effet de serre, mais aussi la protection de l'air, ne peuvent pas non plus inclure « le remplacement de l’huile de chauffage par du bois tant que les émissions polluantes des chauffages au bois ne seront pas ramenées au niveau de celles des chauffages à mazout » (p. 28).
Comme les moteurs Diesel, la combustion de bois est principalement émettrice de particules très fines (PM1, inférieures à 1 µm),. Le développement du bois énergie, dans le cadre de la promotion des énergies renouvelables, fait craindre une aggravation de la pollution par les fines particules. En France, Airparif avertit : « Le chauffage au bois étant préconisé dans la lutte contre le changement climatique, une prise en compte de cette source de particules semble primordiale pour que son développement ne vienne pas à terme compromettre les efforts de diminution de la pollution atmosphérique entrepris par ailleurs ».
L’hiver, le chauffage au bois peut localement être la principale source de particules fines, et même largement dépasser les émissions du transport routier :
« À Roveredo (GR), les chauffages au bois locaux émettent en hiver jusqu’à six fois plus de poussières fines que les camions en transit sur la route du San Bernardino, très fréquentée. ». Comme l'explique l'Institut Paul Scherrer : « Contrairement à ce qu’on pourrait penser, les poussières fines ne sont pas un problème local juste à côté des sources. Le vent peut transporter une partie des substances précurseurs et les particules émises sur plusieurs centaines de kilomètres ». Une étude de l'Organisation mondiale de la santé portant sur les risques sanitaires liés à la pollution particulaire transfrontière à longue distance, effectue une « projection » à l'échelle européenne (Europe des Quinze) à l'horizon 2020. À cette date (pages 28 à 30 de l'étude), le principal émetteur de particules primaires PM2,5 sera la combustion du bois (chauffage et cuisson) dans les petits appareils domestiques (38 % des émissions), suivi dans l'ordre par les procédés industriels (28 %), les sources mobiles (23 %, dont 7 % pour les échappements des véhicules Diesel), l’agriculture (6 %), la production d'énergie (3 %), et la combustion industrielle (2 %). Le traitement des particules est un sujet qui mobilise actuellement toute la filière bois énergie.

### Chaufferies
Pour les chaufferies au bois collectives et industrielles, sont développés différents systèmes de dépollution, en l'occurrence des cyclones et des multicyclones, des filtres électrostatiques (encore appelés électrofiltres) et des filtres à manches. Les électrofiltres et les filtres à manches sont particulièrement performants[réf. nécessaire]. Ces systèmes ont un coût : « Un système minimal renchérit en effet le prix de la chaudière de 20 %. Ce surcoût peut atteindre 100 % pour arriver au niveau de filtration des incinérateurs à ordures ».
Les normes relatives aux émissions de particules étant de plus en plus exigeantes, les performances limitées des cyclones et des multicyclones risquent de les disqualifier. Mais de nouveaux cyclones améliorés (technologie ACS, Advanced Cyclone Systems) pourraient concurrencer les électrofiltres et les filtres à manches.

Différents types de filtres industriels
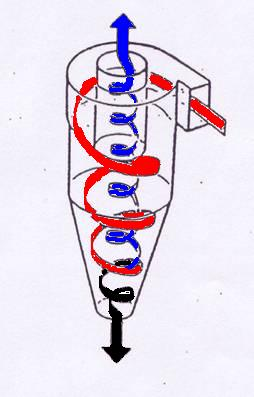
Cyclone air chargé, air purifié et particules.
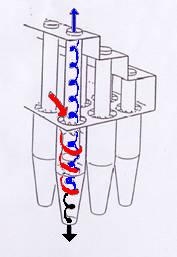
Multicyclone.
Principe d'un électrofiltre.
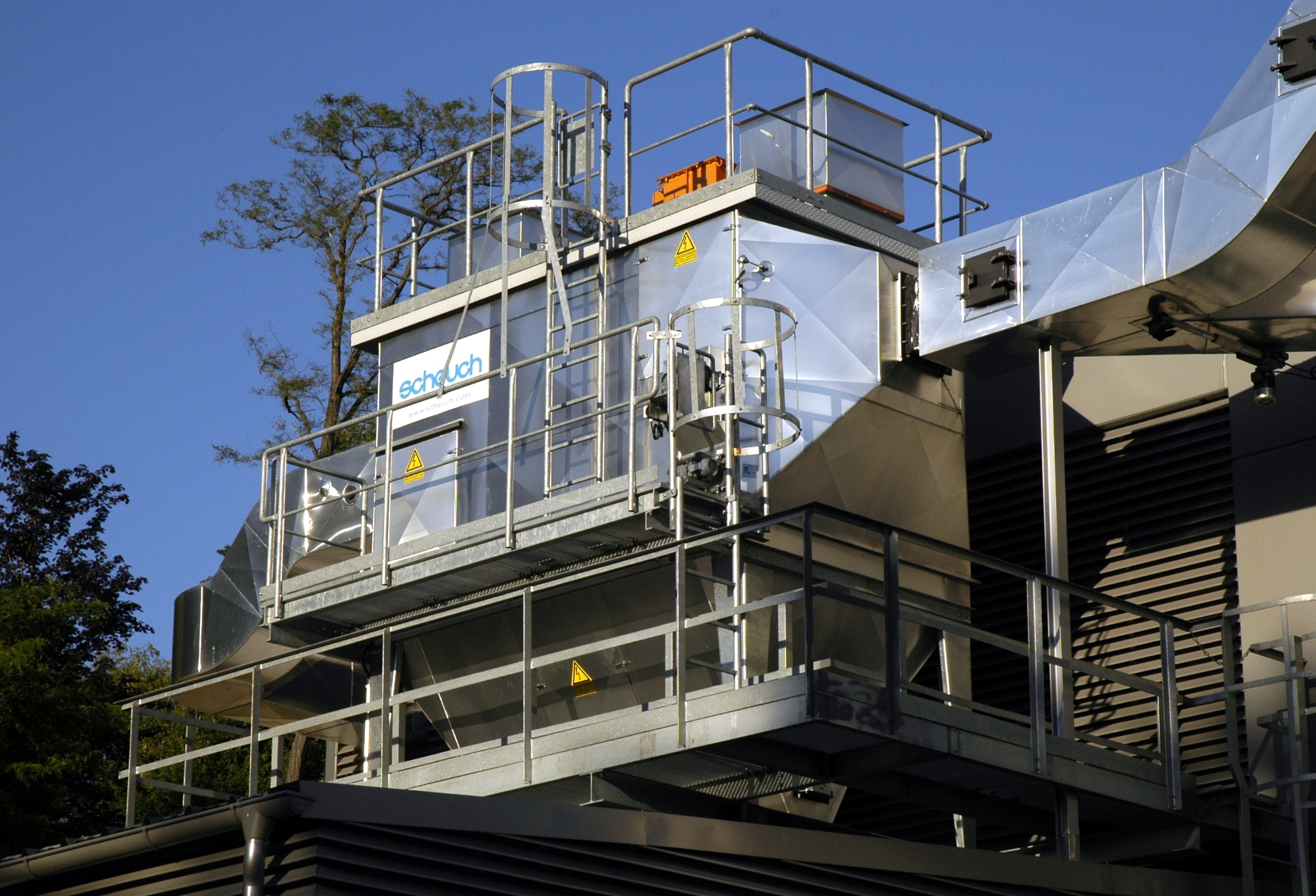
Électrofiltre d'une centrale de chauffage à la biomasse.
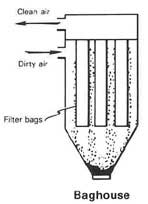
Filtre à manches.

Les électrofiltres possèdent de bonnes performances, même pour les particules les plus fines (rendement de captation de l'ordre de 95 % pour les particules de taille 0,1 µm).

### Filtres pour chauffages domestiques

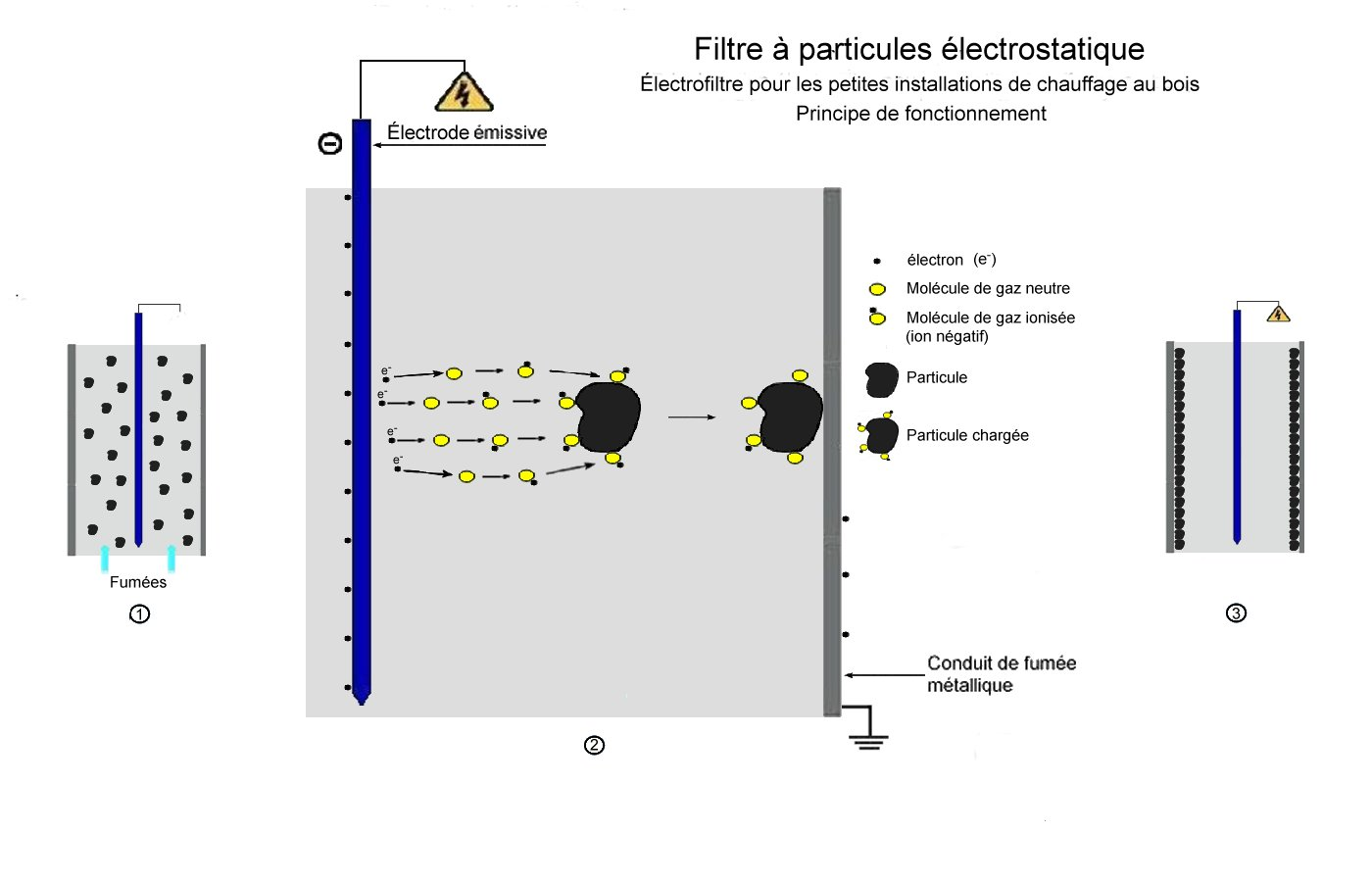
Principe d'un électrofiltre pour les chauffages domestiques.

Différents types de filtres existent pour les chauffages domestiques. D'abord, les électrofiltres. Ces filtres électrostatiques ont été conçus et développés en Suisse (article infra). Puis le filtre catalytique. Ce nouveau filtre à particules, présenté et primé en 2011 au 12e « Salon Bois Énergie », France, serait particulièrement adapté à un usage en chauffage individuel et permettrait de réduire de 80 % les émissions polluantes de la combustion des foyers à bois, en particulier à l’allumage et au rechargement des cheminées[vidéo],. Il fonctionne sans électricité. Une vue d'ensemble sur les dernières innovations relatives aux filtres à particules pour chaufferies biomasse et chauffage domestique au bois est disponible sur le site déjà référencé ci-dessus.

#### Nécessité

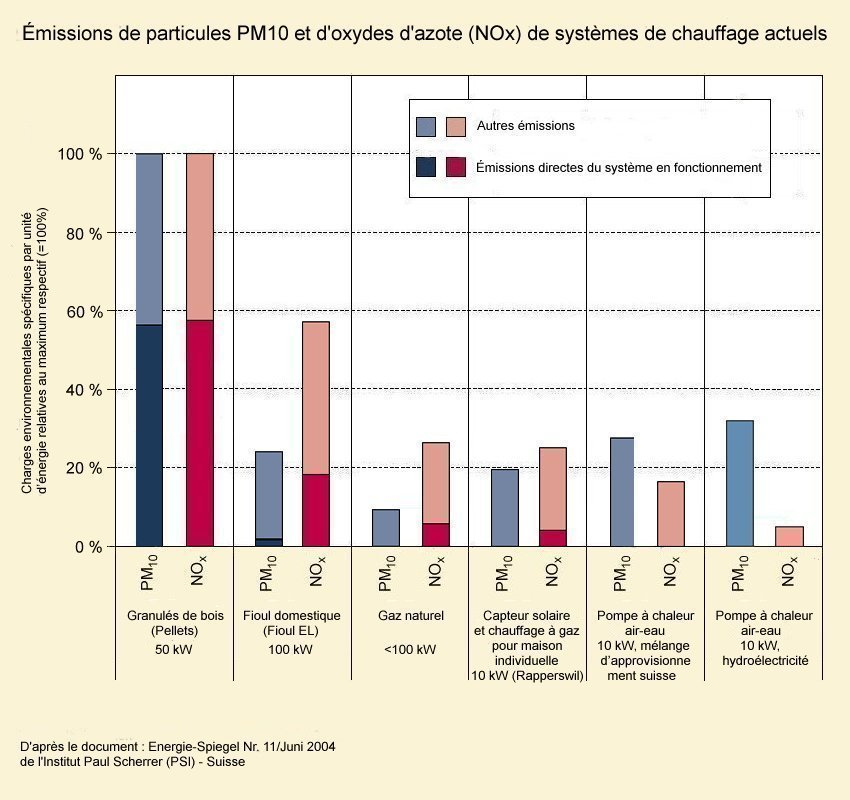
Émissions de PM10 et de NOx (NO + NO2) de systèmes de chauffage actuels en Suisse.
Autres émissions = émissions sur la chaîne de production.

Ces filtres sont d'autant plus indispensables que la combustion complète du bois émet encore des quantités notables de particules formées à partir des minéraux contenus initialement dans le combustible. Outre les particules fines, la combustion complète du bois s'accompagne aussi d'émissions notables d'oxydes d'azote dont la réduction nécessite des techniques spécifiques.
Une chaudière à bois à chargement automatique (chaudière à plaquettes ou chaudière à granulés) émet ainsi « bien davantage » de particules fines et d'oxydes d'azote qu'une chaudière à mazout ; en Suisse, il est vivement recommandé, voire obligatoire selon la puissance de l'installation et le canton, d'équiper l'appareil d'un filtre à particules.
Les normes relatives aux émissions de particules devenant de plus en plus exigeantes, le principe de filtre à particules s’avère de plus en plus incontournable. « Bien que les énergies dites vertes soient une excellente solution parce qu’elles sont neutres dans le cycle du carbone, la biomasse engendre des problèmes d’émissions de particules. Les bioénergies sont donc vertes en CO2 mais peuvent être polluantes en dégradant la qualité de l’air. […] les normes en termes d’émissions de particules sont de plus en plus exigeantes […] Le problème d’émissions de particules ne se cantonne pas aux chaudières industrielles. En effet les chaudières domestiques sont de plus en plus dans le viseur des autorités de contrôle. On parle de milliers, de dizaines de milliers de chaudières qui dans un futur proche devront être équipées de systèmes de filtration. Cette exigence est déjà en place dans certains pays d’Europe comme la Suisse ou l’Allemagne. ».

« La préoccupation envers les particules en suspension est de plus en plus grande, essentiellement pour les particules les plus fines, parfois nanométriques. Du fait de leur taille inférieure au millième de millimètre (1 μm, particules PM1), ces particules sont très dangereuses pour la santé étant capables d’entrer profondément dans les poumons (jusqu'aux alvéoles pulmonaires et même passer dans la circulation sanguine). Il est désormais démontré que leur présence est associée avec de nombreux cancers ; c'est donc un problème majeur de santé publique. »

Il faut signaler l'existence d'une chaudière très performante, la chaudière à granulés à condensation, dans laquelle l'échangeur condenseur, outre sa fonction principale, joue également le rôle de « filtre à particules » original.

#### Particules carbonées et monoxyde de carbone
La combustion complète du bois émet des particules minérales (cf. supra).

Des particules carbonées (imbrûlés solides) sont émises lors d’une combustion incomplète.
Il existe une corrélation entre les émissions de particules solides imbrûlées et les émissions de monoxyde de carbone CO.
Le suivi des émissions de CO permet de qualifier la qualité de combustion et d’estimer les quantités totales d’imbrûlés solides à partir d’une formule de corrélation.
Formule de corrélation CO - Poussières :
{\displaystyle PM=42,134.\exp(3{,}5536.CO)}
PM = émissions de particules en mg/Nm3 à 13 % d’O2
CO = émissions de CO (% du volume des fumées à 13 % d’O2)

## Par pays

### France métropolitaine
La combustion de bois émet plus de deux fois plus de fines particules (et certains autres polluants) que l'ensemble des véhicules diesel. La réduction de ces émissions devient un véritable enjeu de santé publique, ainsi que le révèlent les données officielles suivantes :
- Émissions dans l'atmosphère comparées de quelques combustibles et du transport routier, pour l'année 2012 en France métropolitaine, en % des émissions totales, selon les estimations du Centre interprofessionnel technique d'études de la pollution atmosphérique, qui assure la réalisation technique des inventaires de la pollution atmosphérique :
  - CO = monoxyde de carbone ;
  - PM2,5 = particules de taille inférieure à 2,5 micromètres, appelées « particules fines » ;
  - PM1,0 = « particules très fines », de taille inférieure à 1,0 µm, les plus dangereuses pour la santé[59] ;
  - HAP = Hydrocarbures aromatiques polycycliques (sous-produits de combustion incomplète, toxiques ou cancérogènes, véhiculés par les particules solides[60]) ; les HAP pris pour référence sont les 4 HAP CEE-NU : benzo(a)pyrène, benzo(b)fluoranthène, benzo(k)fluoranthène, indeno(1,2,3-cd)pyrène ; ils sont tous des cancérogènes confirmés (voir la toxicité des HAP).

|                    | Participation à la consommation d'énergie finale[62] (%) | CO   | PM2,5 | PM1,0 | HAP  |
| ------------------ | -------------------------------------------------------- | ---- | ----- | ----- | ---- |
| Bois énergie       | 5,9                                                      | 38,3 | 45,2  | 60,8  | 73,1 |
| Transport routier  | 26                                                       | 12,9 | 17,1  | 16,8  | 17,0 |
| Gazole et GNR      | Non disponible                                           | 5,80 | 16,0  | 20,5  | 17,4 |
| Fioul domestique   | Non disponible                                           | 0,56 | 1,65  | 2,28  | 0,56 |
| Charbon            | 3,4                                                      | 2,78 | 2,26  | 2,20  | 0,00 |
| Gaz naturel et GNV | 21                                                       | 1,22 | 0,72  | 0,99  | 0,02 |
Cette disproportion (déjà notée en Suisse) entre l'importance relativement secondaire du combustible bois sur le marché de l'énergie (il représente environ 6 % de la consommation d'énergie finale en France métropolitaine) et sa contribution très importante aux émissions de certains polluants majeurs, est le fait principalement du chauffage au bois dans le secteur domestique (il représente 70 % de la consommation de bois-énergie en 2011), qui plus est le seul secteur non contrôlé.
|             | Consommation énergétique (%) | PM2,5 |
| ----------- | ---------------------------- | ----- |
| Bois        | 5                            | 84    |
| Fioul       | 13                           | 13    |
| Gaz naturel | 80                           | < 3   |

D'après Airparif.
Les principaux documents évoquant la filtration des rejets citent surtout les systèmes de filtration adaptés aux secteurs collectif et industriel.
L'un de ces documents est le rapport « Air et Atmosphère » du Chantier no 33 du Grenelle de l'Environnement, rédigé par le Président du Conseil national de l'air, dans lequel il est signalé que « le recours au chauffage au bois dans un contexte domestique doit être considéré avec prudence » et aussi « L’utilisation du bois-énergie devrait être avant tout privilégiée dans les installations de plus grande puissance (chaudières de collectivité ou industrielles), plus performantes sur le plan énergétique et pour lesquelles les coûts d’une dépollution efficace (dépoussiérage par « filtre électrostatique » par exemple) peuvent être économiquement acceptables ». Deux ans auparavant, un rapport du Ministère de l’écologie et du développement durable envisageait déjà, dans sa conclusion, le développement du bois-énergie dans les secteurs « collectif » et « industriel ».
Les filtres adaptés au chauffage domestique sont évoqués dans certains articles, comme ceux présentés sur le « Portail Francophone des Bioénergies »,. Ils figurent parmi les objectifs du Plan Particules, intégré dans le deuxième Plan National Santé Environnement. Ils sont également évoqués dans un reportage diffusé au cours d'un journal télévisé qui, après avoir présenté un état des lieux sur le chauffage domestique au bois, souligne la nécessité d'équiper même les appareils performants d'un filtre à particules, l'exemple choisi étant celui d'une chaudière à granulés « dernière génération ».

### Suisse
En 2006, la Suisse a modifié son ordonnance sur la pollution de l'air (OPair) afin de mettre en œuvre plusieurs mesures du plan d'action qui « vise à diminuer à chaque source les émissions de poussières, de poussières fines, et de suies de diesel et de bois ». La qualité de l’air est avant tout appréhendée comme une préoccupation de santé publique et la Suisse se fixe des objectifs très ambitieux de concentrations dans l’air ambiant, en suivant les recommandations de l’OMS (par exemple : 20 μg/m3 en moyenne annuelle pour les particules fines PM10, alors qu’en Europe la valeur limite est fixée à 40 μg/m3). La Suisse a pu adopter des restrictions sévères sur les émissions des chauffages au bois, des engins de chantiers, des bateaux… tout en veillant à ne pas entraver les possibilités d’importation de marchandises construites par des constructeurs étrangers sur son territoire. Elle exige même le respect des normes Euro avant leur entrée en vigueur en Europe. Enfin, la technologie des filtres à particules est particulièrement développée dans ce pays, avec une application à tous les types d’équipements (véhicules routiers, engins de chantiers, installations de chauffage, etc.) et à toutes les puissances.
« La Suisse a été le premier pays à introduire des valeurs limites d’émissions de poussières pour les nouvelles installations de chauffage au bois mises sur le marché. Aujourd’hui, des normes encore plus sévères existent en Allemagne (DIN+), ce qui amène à penser que la Suisse va encore renforcer ses prescriptions » (source, p. 92). Un document, réalisé pour le compte du Conseil régional d'Île-de-France, qui étudie les bonnes pratiques d'amélioration de la qualité de l'air dans les grandes métropoles mondiales. À la différence des installations de chauffage au fioul ou au gaz,, même si ces dernières années d’importants progrès techniques ont été réalisés, le caractère récent d’une installation de chauffage au bois ne peut à lui seul garantir de faibles émissions. Outre les filtres à particules adaptés aux chaufferies collectives ou industrielles, des filtres à particules (filtres électrostatiques, encore appelés électrofiltres) pour le chauffage domestique au bois commencent à être développés par des fabricants suisses ; s'ils ne sont pas aussi efficaces que ceux des secteurs collectif et industriel, ils permettent tout de même de réduire très significativement les rejets (60 à 95 % de réduction de PM10). L'efficacité de ces filtres est optimale si les chauffages sont bien utilisés et la combustion presque complète. La loi exige une efficacité de filtration de 60 % en régime normal (nominal). Des tests ont été effectués en laboratoire et sur site, ils montrent une efficacité largement supérieure, pouvant atteindre plus de 90 % pour une chaudière à granulés.
Il existe actuellement trois modèles disponibles. Les principaux avantages du filtre électrostatique par rapport aux autres systèmes de filtration sont les suivants, : taux de filtration élevé, également pour les particules très fines, particulièrement dangereuses pour la santé ; faibles coûts d’entretien et de fonctionnement ; le nettoyage s'effectue lors du ramonage, sans problème particulier ; pas d'usure du système.
« Il est recommandé pour les mesures sur banc d’essai de déterminer la performance de l’appareil en mesurant les concentrations de particules (concentrations en nombre) ».
« À la différence de la mesure gravimétrique de poussières, la mesure de concentration en nombre fournit des informations fiables sur l’efficacité des séparateurs électrostatiques de particules ». « Une méthode de mesure en vue de déterminer l’efficacité d’un filtre à particules électrostatique (FPE) a été développée dans le cadre d’un projet financé par l’Office fédéral de l'environnement OFEV et l’Office fédéral de l’énergie OFEN ». À l’aide du dispositif de mesure « le taux de rétention d’un filtre à particules électrostatique a été étudié en appliquant diverses méthodes de mesure. Il a alors été constaté que, tant avec les méthodes en ligne basées sur la masse  des particules qu’avec les méthodes basées sur leur nombre, les taux de rétention des particules de moins de 10 μm de diamètre sont supérieurs à 70 %. Par ailleurs, des particules de toutes tailles subissent une influence identique de la part du filtre : tant leur masse que leur nombre sont réduits de plus de 70 % ».
Plusieurs documents issus des Offices de l'environnement (OFEV) et de l'énergie (OFEN) révèlent la préoccupation de la Confédération sur le sujet. Un premier document de l'OFEV concernant les particules fines rappelle que « L’OMS, sur la base d’études expérimentales, a établi que les aérosols de combustion jouent un rôle très important. Les particules résultant de la combustion de la biomasse (par ex. du bois) présentent un potentiel toxique semblable à celui des particules provenant de la combustion des carburants fossiles (par ex. le diesel). D’une manière générale, plus les concentrations sont élevées, plus les effets sur la santé sont marqués » (p. 21). La position de la Suisse sur le bois-énergie est exprimée dans le titre de cet autre document de l'OFEV : « Chauffages - Du bois d'accord, mais jamais sans filtre ». Dans ce document, il est précisé que les émissions de particules fines sont le point faible des combustibles solides : «… Les chauffages à bois en produisaient à eux seuls un sixième, bien plus que les chauffages au mazout et au gaz réunis, et ce malgré le rôle secondaire joué par cette énergie sur le marché. Une disproportion qui s’explique par la difficulté à transformer des combustibles solides en chaleur sans produire de poussières » (2e page du document). Un troisième document des OFEN et OFEV, qui présente un état des lieux complet sur le chauffage au bois, permet de cerner plus précisément le problème. À la différence des moteurs diesel et des chauffages au fioul qui émettent surtout de la suie, les chauffages au bois peuvent être à l’origine de plusieurs sortes de particules fines (p. 2-3) : la suie et les liaisons aromatiques polycycliques qui se forment avec une concentration élevée en cas de combustion incomplète ; les sels et oxydes métalliques qui se forment à partir des cendres lors de la combustion complète. Ces particules minérales sont moins nocives que la suie, mais ne sont tout de même pas sans risques puisqu'elles pénètrent jusque dans les poumons (les risques pour la santé sont liés à leur caractère irritant pour les voies respiratoires). Les chauffages automatisés sont à l’origine d’émissions relativement denses de poussières fines contenant des sels et des oxydes; ; l'incinération de déchets ou de déchets de bois peut aussi dégager d’autres substances nocives telles que des métaux lourds et de la dioxine, qui sont en partie hautement toxiques. Le caractère disproportionné des émissions de particules fines par les chauffages au bois, déjà noté dans le deuxième document, concerne l'ensemble des appareils : « Les chauffages au bois provoquent aujourd’hui des émissions de poussières fines en quantité disproportionnée, qu’il s’agisse des petits chauffages ou des installations automatiques de taille beaucoup plus importante » (p. 6). Le document préconise de mettre en œuvre d'une manière simultanée, et plus rigoureuse qu'auparavant, tous les moyens visant à réduire les émissions de particules des chauffages au bois, dont la filtration des rejets (p. 4 et 6).
Exemple : l’État de Genève recommande l’installation d’un système de filtration des poussières sur les chauffages à bois récents.
« Grâce aux progrès techniques, il existe des systèmes de filtration des poussières réduisant très nettement les émissions des chauffages à bois, même pour les petites installations ». Certaines autorités locales ont mis au point des systèmes de subvention pour atténuer le surcoût du filtre à particules lors de l'achat d'une.installation de chauffage ou lors de l'installation de ce filtre sur une cheminée existante. C’est le cas par exemple de la ville de Lausanne.
Valeurs limites d'émissions
Source : HKI - Industrieverband Haus-, Heiz- und Küchentechnik.
Combustible bois à 13 % O2 et combustible lignite à 7 % O2. Valeurs limites d'émissions de poussières (TSP) et de monoxyde de carbone CO.
| Type d'appareil                                                       | CO (mg/m3) | Poussières (mg/m3) |
| --------------------------------------------------------------------- | ---------- | ------------------ |
| Poêles à combustibles solides                                         | 1 500      | 75                 |
| Inserts et foyers ouverts à combustibles solides                      | 1 500      | 75                 |
| Cuisinières domestiques à combustibles solides                        | 3 000      | 90                 |
| Cuisinières domestiques pour chauffage central à combustibles solides | 3 000      | 120                |
| Poêles à convection à granulés de bois                                | 500        | 40                 |

### Allemagne
Limites d'émissions pour les combustibles bois bûche, briquettes de lignite et compacts (tels que les granulés) (source : HKI - Industrieverband Haus-, Heiz- und Küchentechnik). Valeurs limites d'émissions de poussières (TSP) et de monoxyde de carbone CO.
| Type d'appareil                                                                      | Rendement (%) | CO (mg/m3) | Poussières (mg/m3) |
| ------------------------------------------------------------------------------------ | ------------- | ---------- | ------------------ |
| Poêle à combustible solide avec chauffage à plat                                     | 73            | 2 000      | 75                 |
| Poêle à combustible solide avec chauffage par remplissage                            | 70            | 2 500      | 75                 |
| Appareils de chauffage domestique à combustible solide à libération lente de chaleur | 75            | 2 000      | 75                 |
| Inserts de cheminées (systèmes fermés)                                               | 75            | 2 000      | 75                 |
| Poêles en faïence avec chauffage à plat                                              | 80            | 2 000      | 75                 |
| Poêles en faîence avec chauffage par remplissage                                     | 80            | 2 500      | 75                 |
| Cuisinières domestiques à combustibles solides                                       | 70            | 3 000      | 75                 |
| Cuisinières domestiques pour chauffage central                                       | 75            | 3 500      | 75                 |
| Poêle à granulés sans réservoir d’eau                                                | 85            | 400        | 50                 |
| Poêle à granulés avec réservoir d’eau                                                | 90            | 400        | 30                 |
| Chauffe-eau à accumulation au charbon                                                | --            | --         | --                 |

| Type d'appareil                                                                      | Rendement (%) | CO (mg/m3) | Poussières (mg/m3) |
| ------------------------------------------------------------------------------------ | ------------- | ---------- | ------------------ |
| Poêle à combustible solide avec chauffage à plat                                     | 73            | 1 250      | 40                 |
| Poêle à combustible solide avec chauffage par remplissage                            | 70            | 1 250      | 40                 |
| Appareils de chauffage domestique à combustible solide à libération lente de chaleur | 75            | 1 250      | 40                 |
| Inserts de cheminées (systèmes fermés)                                               | 75            | 1 250      | 40                 |
| Poêles en faïence avec chauffage à plat                                              | 80            | 1 250      | 40                 |
| Poêles en faïence avec chauffage par remplissage                                     | 80            | 1 250      | 40                 |
| Cuisinières domestiques à combustibles solides                                       | 70            | 1 500      | 40                 |
| Cuisinières domestiques pour chauffage central                                       | 75            | 1 500      | 40                 |
| Poêle à granulés sans réservoir d’eau                                                | 85            | 250        | 30                 |
| Poêle à granulés avec réservoir d’eau                                                | 90            | 250        | 20                 |

Un amendement au premier décret fédéral sur la protection contre les émissions (1. BImSchV) est en vigueur depuis 2010. Celui-ci prescrit, à partir de 2015, des règles pour les chauffages au bois plus strictes que l’ordonnance sur la pureté de l’air en Suisse aujourd'hui.
Combustibles solides autorisés pour la combustion dans les ménages (extrait) ; combustibles bois :

4. Bois naturel en morceau avec écorce, notamment sous forme de bûches et de plaquettes, menu bois, bondons.

5. Bois naturel sous forme de sciure, de copeaux, de poussière de ponçage, écorce.

5a. Pellet DINplus 51731-HP 5“, briquettes DIN 51731.
Valeurs limites d'émissions de poussières (TSP) et de monoxyde de carbone CO
| Combustibles | Poussières (mg/m3)* | CO (mg/m3)*                         |
| ------------ | ------------------- | ----------------------------------- |
| no 4 à 5     | 100                 | 1 000 (≥ 4 ≤ 500 kW) 500 (> 500 kW) |
| no 5a        | 60                  | 800 (≥ 4 ≤ 500 kW) 500 (> 500 kW)   |

| Combustibles | Poussières (mg/m3)* | CO (mg/m3)* |
| ------------ | ------------------- | ----------- |
| no 4 à 5a    | 20                  | 400         |

* Les valeurs d'émissions fournies dans le document source (en g/m3) ont été converties en mg/m3 pour faciliter la comparaison avec les autres tableaux.
L’amendement prévoit en outre que les chauffages au bois de puissance nominale inférieure à 70 kW ne respectant pas les valeurs limites d’émissions de poussières devront être équipés de « séparateurs de poussières » (filtres à particules) ou remplacés.
En Suisse, la division Protection de l’air et RNI de l’OFEV suit la mise en œuvre du présent règlement en Allemagne, l’évolution pour les installations de combustion compte tenu des valeurs limites plus basses ainsi que l’état de la technique dans le domaine des systèmes de « séparation des poussières fines ». Au moment voulu, des propositions seront élaborées pour la Suisse afin de réduire les émissions de poussières fines des chauffages au bois.

### Autres pays
Seule information trouvée dans un forum du Grenelle de l'environnement : « La Suède […] envisage de mettre des filtres sur les fumées des chaudières à foyer fermé même sur les installations domestiques ».